# Chloris texensis
Chloris texensis är en gräsart som beskrevs av George Valentine Nash. Chloris texensis ingår i släktet kvastgrässläktet, och familjen gräs. Inga underarter finns listade i Catalogue of Life.